# Мінеральні домішки викопного палива

Мінеральні домішки викопного палива (рос. минеральные примеси ископаемого топлива, англ. mineral impurities of fossil fuel; нім. Mineralzusätze m pl des fossilen (mineralischen) Brennstoffes) – негорючі компоненти у вигляді включень, вкраплень, прошарків, зростків та механічних домішок, які являють собою частку бокових порід (вмісних порід) і потребують видалення при збагаченні палива для підвищення його теплотворної здатності. 

## Загальна характеристика
У вугіллі викопному мінеральні домішки (порода) представлені переважно силікатами (кремнезем, глинозем), сульфідами (пірит, марказит), карбонатами (кальцит, сидерит), сульфатами (гіпс), значно менше – оксидами металів, хлоридами, фосфатами, а також в незначних кількостях сполуками рідкісних та розсіяних елементів. У нафті з мінеральних домішок виділяють сірку. 
Найбільше мінеральних домішок містять горючі сланці. 
За походженням М.д.в.п. поділяють на внутрішні, які утворилися з мінеральної речовини вихідних рослин, та зовнішні, які складаються з мінеральних частинок, занесених у торф і вугілля. Крім того, М.д.в.п. підрозділяють на теригенні мінеральні включення (уламковий матеріал – зерна кварцу, кальциту, включення апатиту тощо) і мінеральні новоутворення (з’являються в результаті хімічних взаємодій у середовищі вуглеутворення – сингенетичні, або утворюються вже у вугільному пласті по поверхнях тріщин – епігенетичні.
Склад мінеральних домішок вугілля вивчають фізичними методами – мікроскопічним, рентгеноскопічним і радіоізотопним аналізом та методом низькотемпературного озолення вугілля у кисневій плазмі при т-рі 100-150 °С. 

## Мікроскопічні сполуки і елементи
Крім макроскопічних домішок вугілля містить велику кількість мікроскопічних сполук і елементів : кольорові і благородні мета-ли, рідкісні, рідкісноземельні, радіоактивні, легуючі метали (свинець, цинк, олово, ртуть, мідь срібло, золото, германій, галій, берилій, реній, уран, ітрій, скандій, лантан, бор, титан, циркон, ванадій, ніобій, молібден, вольфрам, кобальт, нікель, хром, марганець). 
Дослідження мінерального складу вугілля і супутніх порід показують можливість комплексного і раціонального їх використання. 
Навіть при вмісті сотих і тисячних частин відсотка рідкісних і розсіяних елементів від маси вугілля їхнє вилучення може бути корисним, тому що середній вміст ряду цінних металів у золі вугілля вище, ніж в осадових породах. Суттєве значення для вилучення рідкісних і розсіяних елементів мають їхній розподіл у вугільному пласті, а також зв’язок з органічною і мінеральною частинами вугілля. В більшості випадків рідкісні і розсіяні елементи зустрічаються у вугіллі групами, що концентруються у підошві і частково у покрівлі вугільного пласта. На раціональне використання рідкісних і розсіяних елементів, що містяться у вугіллі, суттєво впливає також режим наступної переробки вугілля (газифікація, коксування), в результаті якої відбувається перерозподіл рідкісних і розсіяних елементів у зольній і газовій фазах.